# Eysines

Eysines este o comună în departamentul Gironde din sud-vestul Franței. În 2009 avea o populație de 18.946 de locuitori.

## Evoluția populației
| An        | 1975   | 1982   | 1990   | 1999   | 2006   | 2009   |
| --------- | ------ | ------ | ------ | ------ | ------ | ------ |
| Populație | 12.719 | 14.760 | 16.391 | 18.407 | 19.279 | 18.946 |